# Межпроцедурная оптимизация
Межпроцедурная оптимизация (англ. Interprocedural Optimization, IPO), или полнопрограммная оптимизация программ (англ. whole program optimization) — оптимизация компилятора, которая использует глобальный анализ потока управления и затрагивает множество процедур, даже находящихся в разных модулях, за счёт чего может достигаться существенный прирост быстродействия.
С ростом объёма программ разработчики стали делать свой код всё более удобочитаемым и повторно используемым. Зачастую это приводит к тому, что процедуры становятся предельно общими, в то время как в конкретной программе можно обойтись и частным случаем. Задача межпроцедурной оптимизации — именно генерация таких частных случаев.
Межпроцедурная оптимизация выполняется компилятором автоматически (иногда с указанием специальных директив). Её активация может приводить к существенному увеличению времени компиляции. К компиляторам, умеющим выполнять указанную оптимизацию, относятся MLton и MLKit для Standard ML, Stalin для Scheme, JHC для Haskell, Intel C++ Compiler.

## Примеры

### Замена параметра функции константой
Пройдя по коду, компилятор убеждается, что один из параметров всегда константа, и уничтожает его.

#### Было
```
void
 
DoSomething
(
Object
*
 
aObj
,
 
int
 
aParam
)

{

  
if
 
(
aObj
==
NULL
)

    
throw
 
logic_error
(
"aObj==NULL"
);

  
cout
 
<<
 
"DoSomething("
 
<<
 
aObj
->
name
()
 
<<
 
","
 
<<
 
aParam
 
<<
 
")"
 
<<
 
endl
;

}

int
 
main
()

{

  
Object
 
obj1
,
 
obj2
;

  
DoSomething
(
&
obj1
,
 
1
);

  
DoSomething
(
&
obj2
,
 
1
);

  
return
 
0
;

}

```

#### Стало
```
void
 
DoSomething
(
Object
*
 
aObj
)

{

  
if
 
(
aObj
==
NULL
)

    
throw
 
logic_error
(
"aObj==NULL"
);

  
cout
 
<<
 
"DoSomething("
 
<<
 
aObj
->
name
()
 
<<
 
","
 
<<
 
1
 
<<
 
")"
 
<<
 
endl
;

}

int
 
main
()

{

  
Object
 
obj1
,
 
obj2
;

  
DoSomething
(
&
obj1
);

  
DoSomething
(
&
obj2
);

  
return
 
0
;

}

```

### Замена виртуального вызова статическим
Здесь компилятор убеждается, что все реально выполняющиеся виртуальные вызовы ведут к вызову одной и той же функции. Вместо того, чтобы обращаться к таблице виртуальных методов, компилятор делает прямой вызов функции.
В том же примере, если Object::name() — виртуальный метод, оптимизированная функция будет выглядеть так.
```
void
 
DoSomething
(
Object
*
 
aObj
)

{

  
if
 
(
aObj
==
NULL
)

    
throw
 
logic_error
(
"aObj==NULL"
);

  
cout
 
<<
 
"DoSomething("
 
<<
 
Object
::
name
(
aObj
)
 
<<
 
","
 
<<
 
1
 
<<
 
")"
 
<<
 
endl
;

}

```

### Удаление незадействованного кода
После удаления получится:
```
void
 
DoSomething
(
Object
*
 
aObj
)

{

  
cout
 
<<
 
"DoSomething("
 
<<
 
Object
::
name
(
aObj
)
 
<<
 
","
 
<<
 
1
 
<<
 
")"
 
<<
 
endl
;

}

```

Заодно может происходить чистка таблиц виртуальных методов.

### Инлайнинг
Если функция используется однократно, она напрямую включается в то место, из которого она вызывается.
Небольшие функции также можно напрямую включать в вызывающий код.
Многие языки программирования (Паскаль, Java, D) не имеют ключевого слова inline, и решение инлайнировать функцию принимается оптимизатором (в случае Java — обфускатором).

#### Было
```
inline
 
int
 
DoSomething
(
int
 
aParam
)

{

  
return
 
aParam
 
*
 
aParam
;

}

int
 
main
()

{

  
int
 
x
 
=
 
2
;

  
int
 
y
 
=
 
3
;

  

  
cout
 
<<
 
x
 
<<
 
"^2="
 
<<
 
DoSomething
(
x
)
 
<<
 
", "
 
<<
 
y
 
<<
 
"^2="
 
<<
 
DoSomething
(
y
)
 
<<
 
endl
;

  
return
 
0
;

}

```

#### Стало
```
int
 
main
()

{

  
int
 
x
 
=
 
2
;

  
int
 
y
 
=
 
3
;

  

  
cout
 
<<
 
x
 
<<
 
"^2="
 
<<
 
x
*
x
 
<<
 
", "
 
<<
 
y
 
<<
 
"^2="
 
<<
 
y
*
y
 
<<
 
endl
;

  
return
 
0
;

}

```